# Vaughan Pratt
Vaughan Ronald Pratt (1944) é um cientista da computação australiano. É professor emérito da Universidade Stanford e um pioneiro no campo da ciência da computação.

## Maiores contribuições
Um número de algoritmos bem conhecidos carregam o nome de Pratt. Certificados de Pratt, pequenas provas da primalidade de um número, demonstraram de um modo prático, que a primalidade pode ser eficientemente verificada, colocando o problema do teste de primalidade  na classe de complexidade NP e fornecendo a primeira evidência forte de que o problema não é co-NP-complete.
O algoritmo de Knuth-Morris-Pratt, o qual Pratt projetou no início dos anos 70 junto com professores de Stanford Donald Knuth e independentemente Morris, ainda é o algoritmo de busca de string mais geral e eficiente conhecido hoje. Junto com Blum, Floyd, Rivest, e Tarjan, ele descreveu o primeiro pior-caso do algoritmo de seleção ótimo.

### Ferramenta de construção útil
Pratt construiu algumas ferramentas úteis.  Em 1976, ele escreveu um artigo de trabalho no MIT AI Lab sobre CGOL, uma sintaxe alternativa para MACLISP que ele havia projetado e implementado com base em seu paradigma de top down a precedência do operador de análise.  O seu analisador é algumas vezes chamado de "Pratt parser" e tem sido usado em sistemas posteriores, como o MACSYMA. Douglas Crockford também usou isso como o analisador subjacente para o JSLint.  Pratt também implementou um TECO - editor de texto baseado no chamado "DOC", que mais tarde foi renomeado para "ZED".
Em 1999, Pratt construiu o menor servidor de internet do mundo (na época) — tinha o tamanho de uma caixa de fósforo.

### Outras contribuições
Pratt foi honrado em um artigo da revista Byte magazine (1995) por propor que o Pentium FDIV bug poderia ter consequências piores do que a Intel ou a IBM estavam prevendo na época.
Hoje Pratt tem uma grande influência. Além do ser professor de Stanford, ele mantém adesão em pelos menos sete organizações profissionais. Pratt é fellow da Association for Computing Machinery e está no Editorial Board das três maiores revistas matemáticas. Ele é também o presidente e CTO da TIQIT Computers, Inc..